# 1240 هـ
1240 هـ هي سنة في التقويم الهجري امتدت مقابلةً في التقويم الميلادي بين سنتي 1824 و1825.

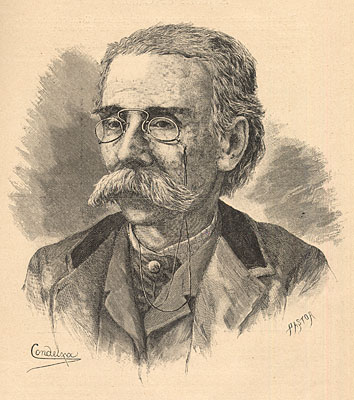
كاميلو كاستيلو برانكو

## أحداث
- قيام الدولة السعودية الثانية على يد تركي بن عبد الله.
- الأمام تركي بن عبد الله يحاصر الرياض ويستولى عليها.
- معركة الشماسية بين العمارات من عنزة ضد قبيلتي مطير وحرب وسريتين من الترك والمغاربة وانتصار كاسح لقبيلة العمارات من عنزة

## مواليد
- إبراهيم الأحدب
- إبراهيم الدنبلي الخوئي
- إعجاز حسين الكنتوري
- رزق الله حسون
- شتينجاس
- شمس الدين الإنبابي
- غستاف دوكا
- كاميلو كاستيلو برانكو
- محمد بن أبي القاسم الهاملي
- محمد صادق فخر الإسلام
- نوبار باشا

## وفيات
- مشعان بن مغيليث بن هذال
- محمد بن الغازي الزموري، قائد قبلي ومخزني مغربي
- عبد الرحمن الجبرتي، مؤرخ مصري
- محمد بديع المفتي، شاعر وأديب عراقي
- نظام الكرماني، شاعر إيراني